# Marie-Françoise Prigent
Pour les articles homonymes, voir Prigent.
Marie-Françoise "Papia" Prigent (nom de jeune fille, Grange), née le 9 juin 1961 à Paris, est une kayakiste française.

## Carrière
Papia Prigent est médaillée d'or aux Championnats du monde de slalom 1983 à Méran en K1 par équipes et médaillée de bronze en K1. Aux Championnats du monde de slalom 1985 à Augsbourg, elle remporte l'or en K1 par équipes et l'argent en K1.
Elle est médaillée d'argent en K1 par équipe aux Championnats du monde de slalom 1987 à Bourg-Saint-Maurice et médaillée d'or en K1 par équipe aux Championnats du monde de slalom 1989 à Savage River.

## Famille
Elle est l'épouse de Jean-Yves Prigent et la mère de Julie Prigent, d'Yves Prigent et de Camille Prigent.

## Décorations
- Chevalier de l'ordre national du Mérite Elle est faite chevalier le 15 novembre 2018[3].